# レクサス・LF-1 Limitless
レクサス・LF-1 Limitless (リミットレス) は2018年に発表されたコンセプトカーである。

## 概要
LF-1 Limitlessは2018年のデトロイトモーターショーで発表された。レクサスの次世代デザインを示唆したクロスオーバースタイルのコンセプトカーで、自動運転技術を搭載する。LF-1 Limitlessでは従来のガソリンエンジンやハイブリッドに加え、プラグインハイブリッド(PHV)や電気自動車[EV)、燃料電池車(FCV)などのパワーユニットを搭載することも想定している。
エクステリアは、「鍛え抜かれた日本刀」をイメージし、長いノーズと後方に構えたキャビンなど、クロスオーバーでありながら重心を低く感じさせるデザインを持つ。
インテリアは最先端のインターフェイスとくつろぎの空間を融合がデザインテーマとなっている。前席はドライバーのジェスチャーを検知することで操作を行うことができるモーションコントローラーやディスプレイ表示など、最先端のインターフェイスを採用。更に、ステアリング上にパーキングやリバースなどを含めたシフト操作を集約し、シフトレバーがなくスイッチも少ないシンプルなコクピットデザインを実現している。
後席は、フラッグシップ・クロスオーバーにふさわしいくつろぎの空間を提供するため、レッグスペースは開放的に、リヤシートエンターテインメントシステムや快適機能などをマルチオペレーションパネルで一括して操作することで、高い利便性・快適性を実現した。

ナビゲーションには時間の概念を導入し、車両や交通の状況に応じた判断によって休憩やレストランの提案、また、ホテルの予約などを可能にする4Dナビゲーションシステムを搭載している。

## 参照
1. ↑   https://www.webcg.net/articles/-/38067
2. ↑   https://global.toyota/jp/newsroom/lexus/20598891.html
3. ↑   https://car.watch.impress.co.jp/docs/news/1101288.html